# 양산역
양산(시청)역(Yangsan(City Hall)Station, 梁山(市廳)驛)은 대한민국 경상남도 양산시 양주동에 있는 부산 도시철도 2호선의 전철역이자 종착역이다. 이 역부터 금곡역까지 지상 구간이다. 심야에 4편성이 주박한다. 이 역부터 호포역까지 양산시 구간이다.

## 역사
- 2001년 12월 21일(금요일) : 부산 도시철도 2호선 호포역~양산역 구간 착공
- 2008년 1월 10일(목요일) : 부산 도시철도 2호선 호포역~양산역 구간(증산역~부산대양산캠퍼스역 구간 제외) 연장 개통과 함께 종착역으로 영업 개시
- 2026년 하반기 : 부산 도시철도 2호선 양산역~양산중앙역 구간 연장 개통과 함께 중간역이 될 예정
- 2026년 하반기  양산선개통시 시청명 삭제

## 부역명
시청이다. 단 양산시청과는 1.7km 떨어져 있으며, 동원과학기술대학교와는 4.9km 떨어져 있어 시내버스로 환승하여야 한다. 또 역 인근에 양산시외버스터미널이 있으며, 열차내 안내방송으로 이용 안내를 하고 있다.

## 개요
현재는 일부 열차가 6.5~13분 간격(RH 4.5~9분 간격)으로 이 역에서 시·종착한다. 심야에 부산 도시철도 2호선 4편성이 주박한다.

## 역 구조
이 역 진입 전에 건넘선이 존재한다. 출입구는 4개다. 4번 출입구는 2층과 건너편 길가와 다리로 되어 있다.

### 승강장
2면 2선의 상대식 승강장을 갖춘 고가역이며, 반밀폐형 스크린도어가 설치되어 있다.
| 남양산↑   |
| \| 상     |
| 당역 종착 |

| 상행 | ● 부산 도시철도 2호선 | 호포기지 출고 일부 열차 남양산·덕천·서면·장산 방면 |
| 하행 | ● 부산 도시철도 2호선 | 당역종착                                           |

## 역 주변
- 양산보건소
- 양산시외버스터미널
- 양산시청
- 양산시의회
- 양산문화예술회관 방면
- 양산종합운동장
- 이마트 양산점
- 양산신도시
- 양산버스환승센터

## 승차량 변동
| 역 노선 | 승차 인원 | 승차 인원 | 승차 인원 | 승차 인원 | 승차 인원 | 승차 인원 | 승차 인원 | 승차 인원 | 주석  |
| 역 노선 | 2008년    | 2009년    | 2010년    | 2011년    | 2012년    | 2013년    | 2014년    | 2015년    | 주석  |
| ------- | --------- | --------- | --------- | --------- | --------- | --------- | --------- | --------- | ----- |
| 2호선   | 4689      | 4839      | 5308      | 6071      | 6389      | 6773      | 7044      | 7039      | [ 5 ] |

## 인접한 역
| 부산 도시철도 2호선  | 부산 도시철도 2호선   | 부산 도시철도 2호선 |
| -------------------- | --------------------- | ------------------- |
| 242 남양산 장산 방면 | ● 부산 도시철도 2호선 | 시·종착역           |

## 사진

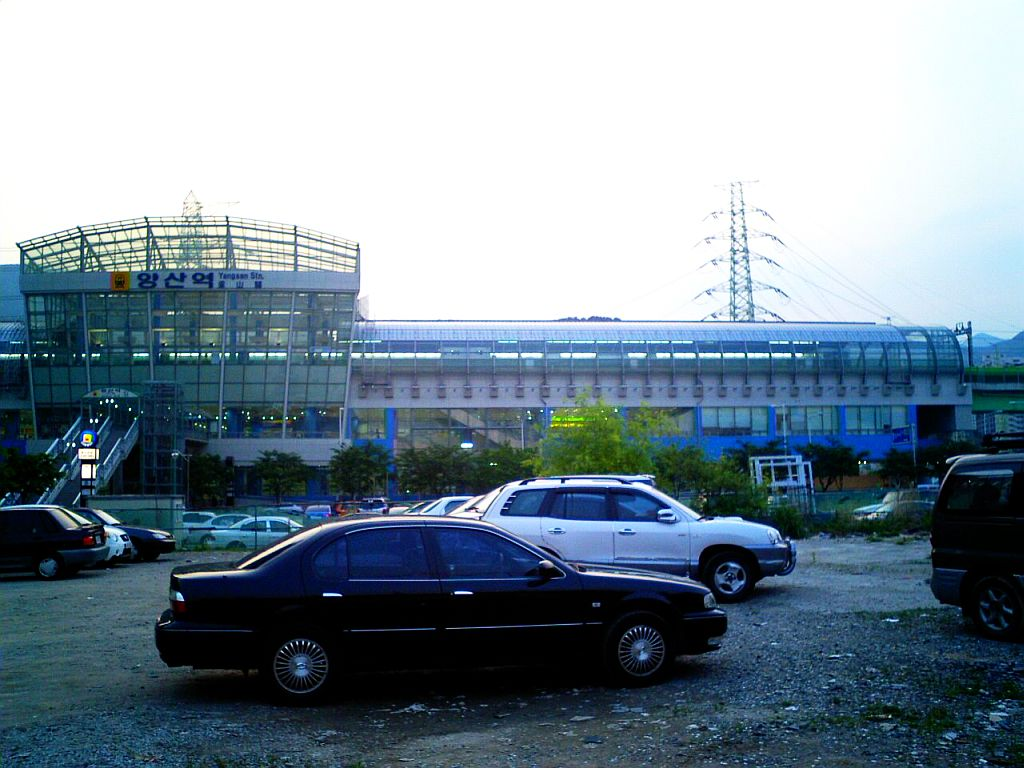
역사
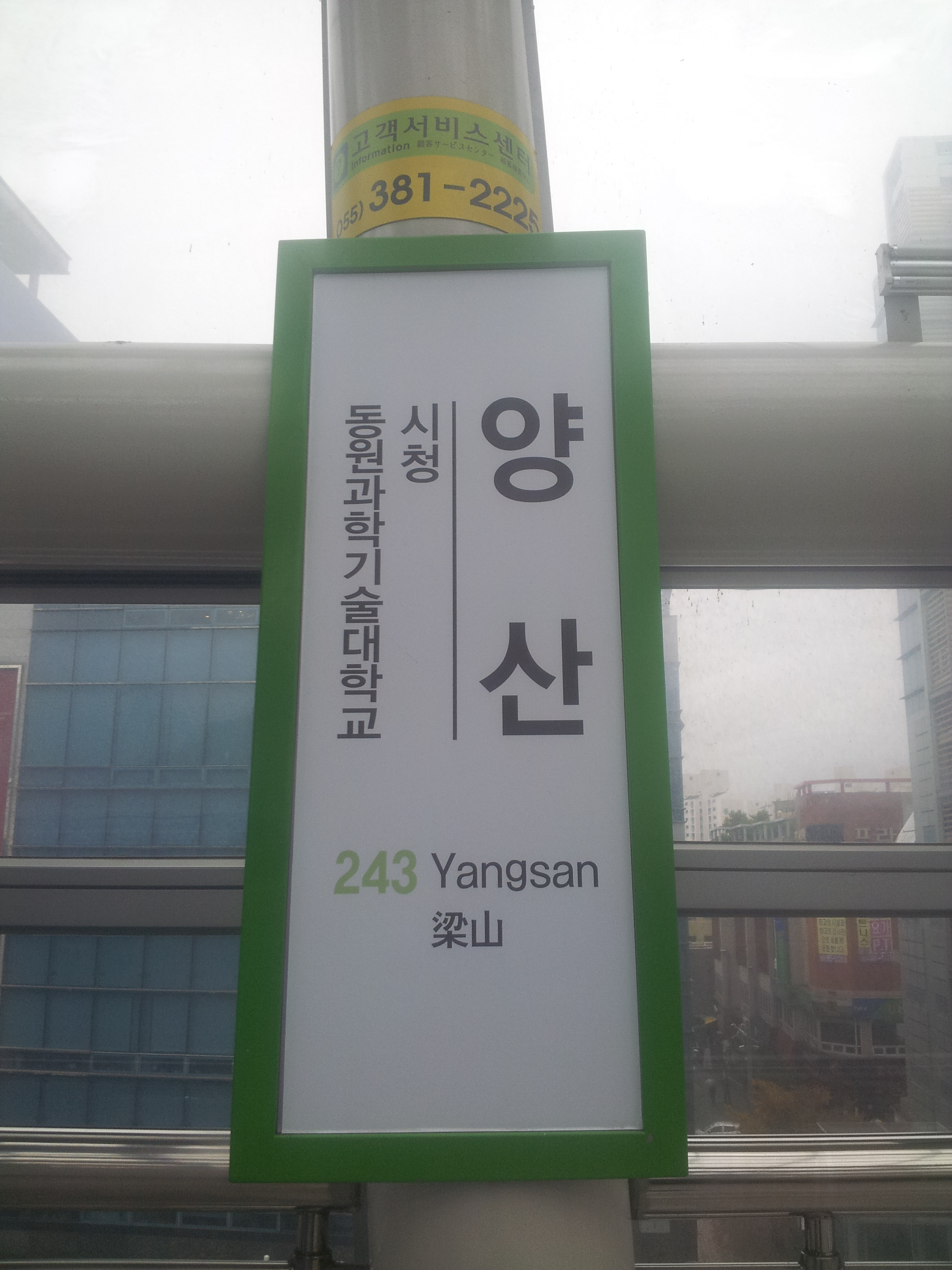
역명판
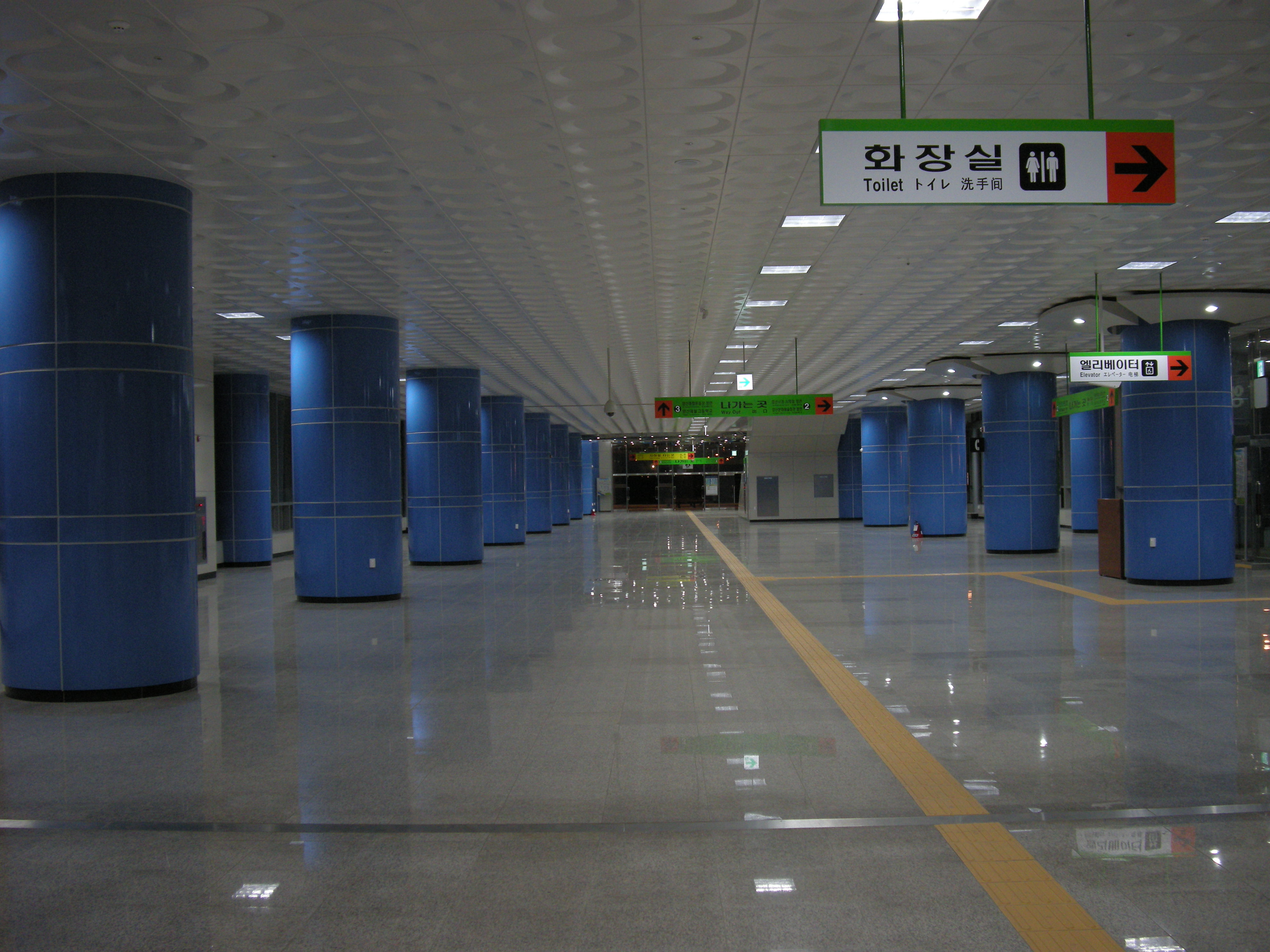
1층 대합실
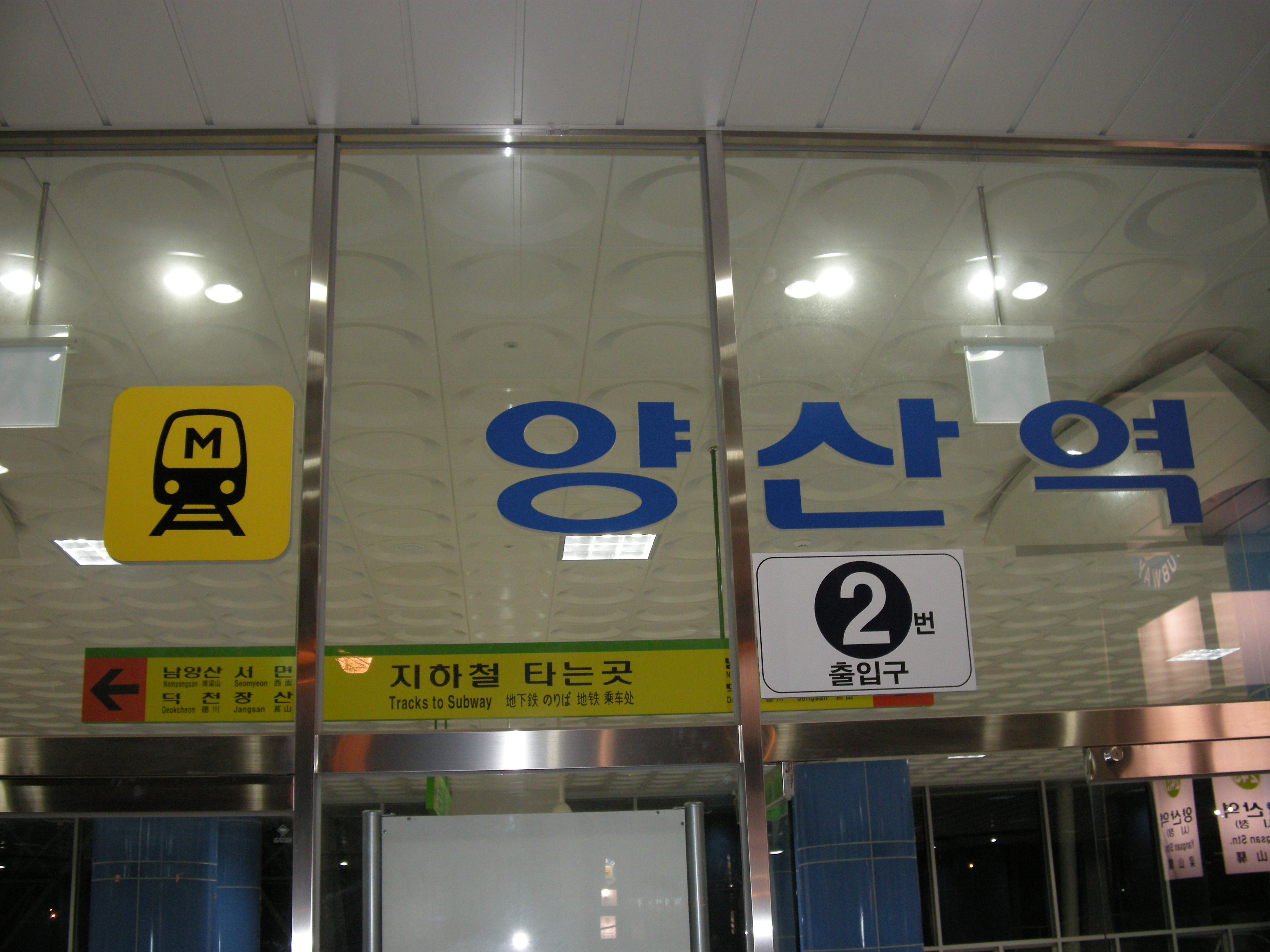
2번 출입구
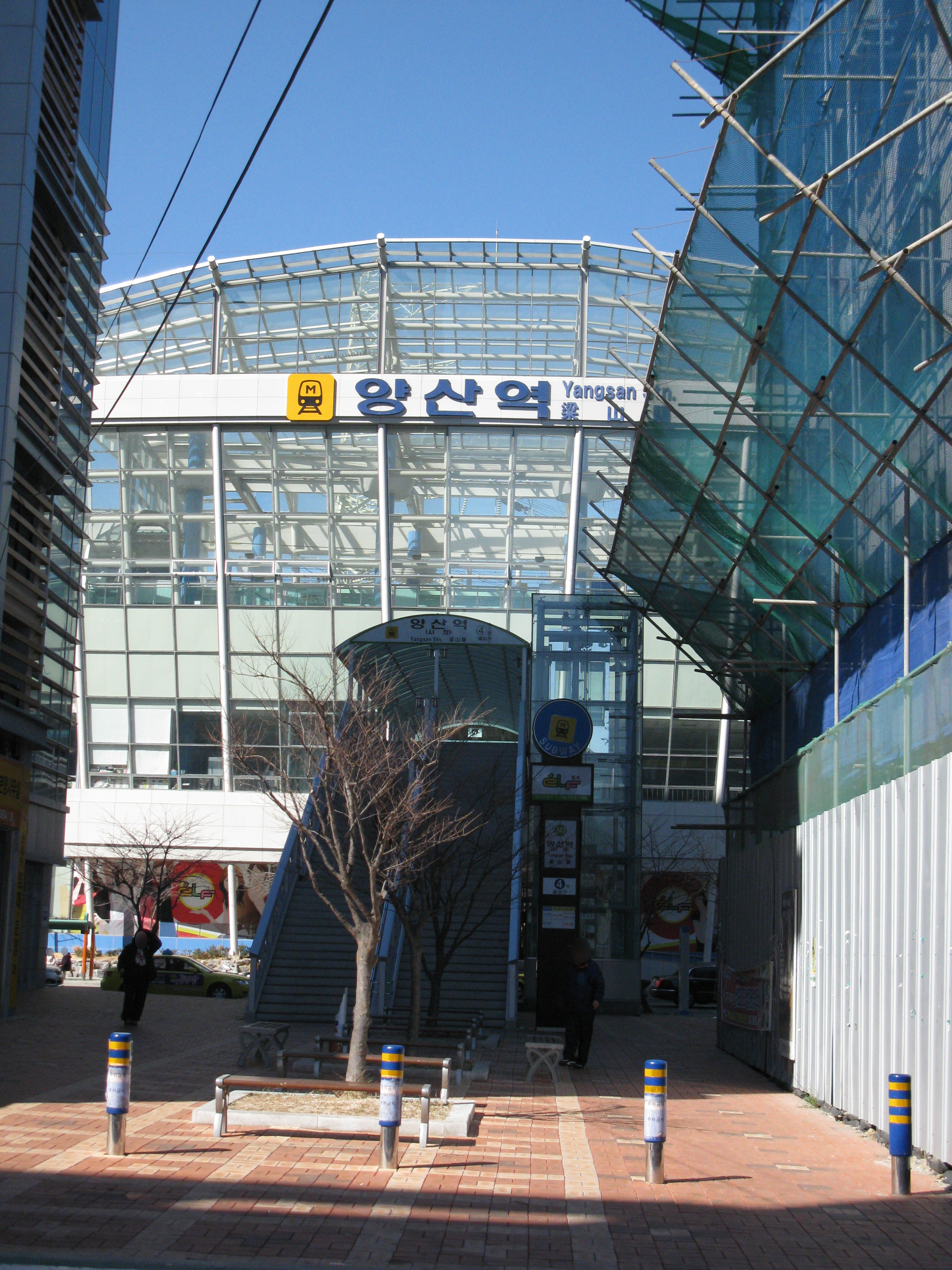
4번 출입구

## 같이 보기
- 동원과학기술대학교